# Litchfield (New Hampshire)
Pour les articles homonymes, voir Litchfield.
Litchfield est une municipalité américaine située dans le comté de Hillsborough au New Hampshire. Selon le recensement de 2010, sa population est de 8 271 habitants.

## Géographie
Litchfield est située sur la rive est du Merrimack. La municipalité s'étend sur 15,30 milles carrés (39,63 km2), dont 0,35 milles carrés (0,91 km2) d'étendues d'eau.

## Histoire
Appelée Naticook puis Brenton's Farm, Litchfield devient indépendante de Dunstable (Massachusetts) en 1734. Incorporée comme municipalité du New Hampshire en 1749, elle doit son nom à George Henry Lee, comte de Litchfield.

## Démographie
La population de Litchfield est estimée à 8 475 habitants au 1er juillet 2016.
Le revenu par habitant était en moyenne de 37 962 dollars par an entre 2012 et 2016, au-dessus de la moyenne du New Hampshire (35 264 dollars) et de la moyenne nationale (29 829 dollars). Sur cette même période, 3,9 % des habitants de Litchfield vivaient sous le seuil de pauvreté (contre 7,3 % dans l'État et 12,7 % à l'échelle des États-Unis).